# Nakazawaea holstii
Nakazawaea holstii är en svampart som först beskrevs av Wick., och fick sitt nu gällande namn av Y. Yamada, K. Maeda & Mikata 1994. Nakazawaea holstii ingår i släktet Nakazawaea och familjen Pichiaceae.   Inga underarter finns listade i Catalogue of Life.